# Naissance en 977
Naissance
- 973
- 974
- 975
- 976
- 977
- 978
- 979
- 980
- 981

Cette page dresse une liste de personnalités nées au cours de l'année 977  :
- Fujiwara no Teishi, impératrice consort de l'empereur Ichijō du Japon.
- Havoise de Normandie, princesse du duché de Normandie.
- Ivan Vladislav, tsar de l’empire de Bulgarie.

date incertaine (vers 977)
- Kōkei, éminent moine bouddhiste japonais.

## Crédit d'auteurs
- Cet article est partiellement ou en totalité issu de l'article intitulé « 977 » (voir la liste des auteurs).